# Ewa Teilmans
Ewa Teilmans (* in Garmisch-Partenkirchen) ist eine deutsche Opern- sowie Theaterregisseurin und Schauspielerin. Sie war Intendantin des Theater Reutlingen Die Tonne und des Wolfgang Borchert Theater in Münster und seit der Spielzeit 2006/07 freie Opern- und Schauspielregisseurin und Schauspielerin sowie Autorin, Übersetzerin und Dozentin.

## Leben
Ewa Teilmans studierte an der Heinrich Heine-Universität-Düsseldorf Philosophie, Germanistik, Romanistik und Pädagogik und nach ihrem Staatsexamen an der Universität der Künste Berlin Schauspiel und Regie. Nach ihrem Schauspiel-Diplom 1983 erfolgten erste Engagements an der Akademie der Künste Berlin, den Bühnen der Stadt der Bonn und am Jungen Theater Berlin. Sie arbeitete in den folgenden Jahren als Schauspielerin, Regisseurin und Autorin an zahlreichen Bühnen und war als Schauspieldozentin tätig. Von 1988 bis 1991 übernahm sie die Leitung des Reutlinger Theaters in der Tonne. Zwischen 1992 und 1999 arbeitete sie als freie Regisseurin und Schauspielerin in den Sparten Musiktheater und Schauspiel an verschiedenen Theatern und Opernhäusern. Von 1999 bis 2006 war Teilmans Intendantin des Wolfgang Borchert Theaters in Münster, wo sie auch für Regiearbeiten und Uraufführungen verantwortlich zeichnete. Sie arbeitete außerdem als Gastdozentin an der Deutschen Hochschule der Polizei Münster im Bereich Fortbildung. Sie macht neben ihrer künstlerischen Tätigkeit Fortbildungsseminare und Gast-Seminare im Bereich Personality-coaching.
Bis zur Spielzeit 2022/23 arbeitete sie als freie Regisseurin ausschließlich am Theater Aachen sowie als Autorin und Übersetzerin.
Ewa Teilmans hat zwei Töchter, welche 1992 und 1994 geboren wurden. Sie ist mit dem ehemaligen Intendanten Michael Schmitz-Aufterbeck (Theater Aachen) verheiratet.

## Inszenierungen
- 2022/23 Tyll / nach Daniel Kehlmann, Fassung E. Teilmans / Theater Aachen
- 2022/23 Stiffelio / Giacomo Puccini / Theater Aachen
- 2021/22 Turandot / Giacomo Puccini / Theater Aachen
- 2021/22 Brüder Löwenherz / Astrid Lindgren, Fassung E.Teilmans / Theater Aachen
- 2021 Film, Corona-Projekt: Turandot – Aspekte einer Innensicht / Giacomo Puccini
- 2020/21 Die Irre von Chaillot / Farce von Jean Giraudoux / Theater Aachen
- 2019/20 Piquè Dame / Oper von Peter Iljitsch Tschaikowski / Theater Aachen
- 2018/19 Roméo et Juliette / Charles Gounod / Theater Aachen
- 2018/19 Der Kaufmann von Venedig / William Shakespeare / Theater Aachen
- 2017/18 Die Räuber / Friedrich Schiller / Theater Aachen
- 2017/18 La Traviata / Giuseppe Verdi / Theater Aachen
- 2016/17 Fiddler on the Roof / Theater Aachen
- 2016/17 Unterwerfung / Michel Houellebecq / Theater Aachen
- 2015/16 Wassa Schelesnowa / Maxim Gorki / Theater Aachen
- 2015/16 Au Monde / Philippe Boesmans / Theater Aachen
- 2014/15 Der Nackte Wahnsinn / Michael Frayn / Theater Aachen
- 2014/15 West Side Story / Theater Aachen
- 2013/14 Peer Gynt / Henrik Ibsen / Theater Aachen
- 2013/14 Rusalka / Antonín Dvořák / Theater Aachen
- 2012/13 Verbrennungen / Wajdi Mouawad / Theater Aachen
- 2012/13 Hänsel und Gretel / Engelbert Humperdinck / Theater Aachen
- 2011/12  Der goldene Drache / Roland Schimmelpfennig / Theater Aachen
- 2011/12 Die Fledermaus / Johann / Theater Aachen
- 2010/11 Berlin Alexanderplatz / Alfred Döblin / Dramatisierung: Ewa Teilmans / Theater Aachen
- 2010/11 Mazeppa / Peter I. Tschaikowski / Theater Aachen
- 2009/10 Mein Kampf/George Tabori / Theater Aachen
- 2009/10 Pippi Langstrumpf Städtische Bühnen Münster
- 2009/10 Die Zauberflöte / W.A.Mozart / Theater Aachen
- 2008/09 Motortown / Simon Stephens / Theater Aachen
- 2008/09 Aida / Giuseppe Verdi / Theater Aachen
- 2007/08 Rigoletto / Giuseppe Verdi / Theater Aachen
- 2007/08  Der Gott des Gemetzels / Yasmina Reza / Theater Aachen
- 2006/07 La Bohème/Giacomo Puccini / Theater Aachen
- 2006/07 Die Macht der Gewohnheit/Thomas Bernhardt / Wolfgang Borchert Theater
- 2005 Wer weint schon um…? / Szenenreigen des Terrors/Ewa Teilmans / Wolfgang Borchert Theater, Münster/Osmohalle A 1
- 2004 Ein Bericht für eine Akademie/Franz Kafka / Wolfgang Borchert Theater, Münster
- 2003 Leila und Madschnun/Ewa Teilmans n. Nizami / Arena des Pferdemuseums im Allwetterzoo Münster
- 2003 Medea/Georg Benda / Klosterbasilika/Festliche Tage alter Musk/Knechtsteden
- 2002 Tauben vergiften im Park/Georg Kreisler / Wolfgang Borchert Theater, Münster
- 2001 Kokon – Die Surrealistin Claude Cahun/Ewa Teilmans / All Saints' Chappell, Münster
- 2001 Die Präsidentinnen/Werner Schwab / Wolfgang Borchert Theater, Münster
- 2000 Leonce und Lena/Georg Büchner / Wolfgang Borchert Theater, Münster/Hafen/Außenproduktion
- 2000 Ein Hungerkünstler/Brief an den Vater/Franz Kafka / Wolfgang Borchert Theater
- 1999 Das Restpaar/Theresia Walser / Wolfgang Borchert Theater, Münster
- 1999 Familiengeschichten Belgrad/Biljana Srbljanovic / Wolfgang Borchert Theater, Münster
- 1998 Merlin oder Das wüste Land/Tankred Dorst
- 1997 Hans mein Igel/Ewa Teilmans n. Grimm / Brandenburger Theater
- 1996 Cosi fan tutte/Wolfgang Amadeus Mozart / Brandenburger Theater/Oper
- 1995 Der kleine Prinz/Antoine de Saint-Exupéry / Brandenburger Theater
- 1994 Bernarda Albas Haus/Federico García Lorca / Literaturhaus Hamburg Bühnenstudio
- 1994 Drei Schwestern/Anton Cechov / Bühnenstudio der Darstellenden Künste, Hamburg
- 1994 Dantons Tod/Georg Büchner / Bühnenstudio der Darstellenden Künste, Hamburg
- 1993 Ein Sommernachtstraum/William Shakespeare / Bergedorfer Gehölz/Bühnenstudio Hamburg
- 1993 Schreib mich in den Sand/Ingrid Dullemen / Mecklenburgisches Landestheater Mecklenburgisches Landestheater
- 1993 Geheime Freunde/Rudolf Herfurtner / Mecklenburgisches Landestheater
- 1992 Es liegt in der Luft…/Berlin-Revue / VHS Reutlingen
- 1991 Blutschand UA/Gerhard Majer / Mecklenburgisches Landestheater
- 1991 Die Bäuerin UA/Gerhard Majer / Mecklenburgisches Landestheater
- 1991 Hexenkessel/Deutschland-Projekt UA/Gerd Knappe und Gerhard Majer / Reutlinger Theater Die Tonne
- 1990 König Ödipus/Ödipus auf Kolonos/Sophokles / Reutlinger Theater DieTonne
- 1990 Antigone/Sophokles / Reutlinger Theater DieTonne
- 1990 Yvonne, die Burgunderprinzessin/Witold Gombrowicz / Reutlinger Theater Die Tonne
- 1989 In der Einsamkeit der Baumwollfelder/Bernard-Marie Koltès / Reutlinger Theater Die Tonne
- 1988 Leonce und Lena/Georg Büchner / Garten des Heimatmuseums Reutlingen
- 1988 Beggar's Opera/John Gay / Reutlinger Theater Die Tonne
- 1987 Ein Hungerkünstler/Brief an den Vater / Franz Kafka mit Hermann Killmeyer als Franz Kafka / Studiotheater München
- 1986 Extremities/William Mastrosimone / Kulturamt Wien/Theater zum Äußersten/Moulin Rouge Wien

## Auszeichnungen
- 1986 Preis der Stadt Wien für die beste Inszenierung im Bereich Kleinbühnen und freier Gruppen, Jury: Kritiker, Vertreter des ORF, Theaterwissenschafter, Dramaturgen der großen Wiener Bühnen, Vertreter der Stadt und des Bundes sowie der Wiener Festwochen.
- 2002 Preis der Gesellschaft der Musik- und Theaterfreunde Münster und des Münsterlandes für besondere künstlerische Leistung

## Theatertexte, Stücke, Dramatisierungen (Auswahl)
- Berlin Alexanderplatz nach Alfred Döblin, Berlin, 2010
- Wer weint schon um? Szenenreigen des Terrors (Per Lauke Verlag Hamburg), UA 2005 Münster
- Leila und Madschnun, Dramatisierung des persischen Epos nach Nizami, UA 2003 Münster
- Kokon – Die Surrealistin Claude Cahun, UA 2001 Münster
- Küsse vom Jaguar. Jenseits. Angst. Dramatisierung des dokumentarischen Romans Aimée und Jaguar von Erica Fischer, 1997, Per H. Lauke Verlag Hamburg
- Nacht. Den ich für meinen Gott hielt. Diskurs über die Führerbraut Magda Goebbels, UA 1996 Theater Brandenburg
- Hans mein Igel, im Auftrag des Theaters Brandenburg